# Merlara (vino)
Merlara è la  denominazione di origine controllata di un vino prodotto nelle provincie di Padova e Verona.

## Zona di produzione
La zona di produzione delle uve comprende i comuni di Masi, Castelbaldo, Merlara, Urbana, Casale di Scodosia e parte di Montagnana in provincia di Padova; Terrazzo, Bevilacqua e Boschi Sant'Anna in provincia di Verona.

## Storia
Nella pianura veneta già dal X secolo si coltivavano vigneti; documenti del XIV secolo evidenziano lo sviluppo di una viticoltura punto di riferimento enologico del nord-est italiano. 
Negli anni Cinquanta del XX secolo nasce a Merlara la cantina cooperativa, il cui sviluppo favorisce la costituzione della denominazione di origine.

## Tecniche di produzione
Sono vietate le forme di allevamento espansa, quali raggi e pergole. 
Le operazioni di vinificazione devono essere effettuate all'interno dei comuni compresi  nella zona di produzione; l'elaborazione dei vini frizzanti può avvenire nella regione Veneto.
Il Novello richiede la macerazione carbonica di almeno il 70% delle uve ed è facoltativa l'indicazione del millesimo, obbligatoria in tutte le altre tipologie e versioni.
La menzione "vigna" è consentita per  Tai, Malvasia, Chardonnay, Pinot grigio, Pinot bianco, Riesling, Merlot, Cabernet Sauvignon, Cabernet, Refosco e Raboso.
Obbligatorio l'utilizzo delle bottiglie di vetro chiuse con tappo raso bocca.

## Disciplinare
La DOC è stata approvata con DM 13.07.2000 G.U. 178

Successivamente il disciplinare ha subito le seguenti modifiche:
- DM 18.10.2007 G.U. 251
- DM 21.04.2009 G.U. 102
- DM 30.11.2011 Pubblicato sul sito ufficiale del Mipaaf

La versione in vigore è stata approvata con  DM 07.03.2014  pubblicato sul sito ufficiale del Mipaaf

## Tipologie

### Bianco
| uvaggio | Tocai friulano dal 50% al 70%                                                                      |
|         | Malvasia Istriana, Chardonnay, Pinot grigio, Pinot bianco, Riesling italico, Riesling massimo 50%. |

|                                | bianco        | bianco frizzante |
| titolo alcolometrico minimo    | 11,00%        | 10,50% vol       |
| acidità totale minima          | 4,50 g/l.     | 5,5 g/l          |
| estratto secco minimo          | 14 g/l,00 g/l | 14,0 g/l         |
| resa massima di uva per ettaro | 140 q.        |                  |
| resa massima di uva in vino    | 70%           |                  |

### Rosso
| uvaggio | Merlot dal 50% al 70% |
|         | Cabernet franc, Cabernet Sauvignon, Carmenère, Refosco dal peduncolo rosso, Raboso Piave, Raboso veronese, Marzemino massimo 50%. |

|                                | rosso       | novello     |
| titolo alcolometrico minimo    | 11,00% vol. | 11,00% vol. |
| acidità totale minima          | 5,00 g/l.   | 4,50 g/l.   |
| estratto secco minimo          | 18,00 g/l   | 17,00 g/l   |
| resa massima di uva per ettaro | 140 q.      | 140 q.      |
| resa massima di uva in vino    | 70%         | 70%         |

### Tai
| uvaggio                        | Tocai friulano 85% minimo |
| titolo alcolometrico minimo    | 11,00%                    |
| acidità totale minima          | 5,00 g/l.                 |
| estratto secco minimo          | 15,00 g/l                 |
| resa massima di uva per ettaro | 140 q.                    |
| resa massima di uva in vino    | 70%                       |

### Malvasia
| uvaggio                        | Malvasia istriana 85% |
| titolo alcolometrico minimo    | 11,00%                |
| acidità totale minima          | 4,50 g/l.             |
| estratto secco minimo          | 14,00 g/l             |
| resa massima di uva per ettaro | 130 q.                |
| resa massima di uva in vino    | 70%                   |

### Merlot
| uvaggio                        | Merlot 85% |
| titolo alcolometrico minimo    | 11,50% vol |
| acidità totale minima          | 4,50 g/l.  |
| estratto secco minimo          | 19,00 g/l  |
| resa massima di uva per ettaro | 140 q.     |
| resa massima di uva in vino    | 70%        |

### Cabernet Sauvignon
| uvaggio                        | Cabernet Sauvignon 85% |
| titolo alcolometrico minimo    | %11,50% vol            |
| acidità totale minima          | 4,50 g/l.              |
| estratto secco minimo          | 20,00 g/l              |
| resa massima di uva per ettaro | 130 q.                 |
| resa massima di uva in vino    | 70%                    |

### Cabernet
| uvaggio                        | Cabernet franc, Cabernet Sauvignon e Carmenère, per almeno l'85%. |
| titolo alcolometrico minimo    | 11,00% vol                                                        |
| acidità totale minima          | 4,50 g/l.                                                         |
| estratto secco minimo          | 19,00 g/l                                                         |
| resa massima di uva per ettaro | 130 q.                                                            |
| resa massima di uva in vino    | 70%                                                               |

### Marzemino Frizzante
| uvaggio                        | Marzemino 85% |
| titolo alcolometrico minimo    | 11,00% vol    |
| acidità totale minima          | 5,00 g/l.     |
| estratto secco minimo          | 19,00 g/l     |
| resa massima di uva per ettaro | 140 q.        |
| resa massima di uva in vino    | 70%           |

### Chardonnay
| uvaggio                        | Chardonnay 85% |
| titolo alcolometrico minimo    | 11,00% vol     |
| acidità totale minima          | 4,50 g/l.      |
| estratto secco minimo          | 14,00 g/l      |
| resa massima di uva per ettaro | 140 q.         |
| resa massima di uva in vino    | 70%            |

### Pinot grigio
| uvaggio                        | Pinot grigio 85% |
| titolo alcolometrico minimo    | 11,00% vol       |
| acidità totale minima          | 4,50 g/l.        |
| estratto secco minimo          | 13,00 g/l        |
| resa massima di uva per ettaro | 130 q.           |
| resa massima di uva in vino    | 70%              |

### Pinot bianco
| uvaggio                        | Pinot bianco 85% |
| titolo alcolometrico minimo    | 11,00% vol       |
| acidità totale minima          | 4,50 g/l.        |
| estratto secco minimo          | 14,00 g/l        |
| resa massima di uva per ettaro | 130 q.           |
| resa massima di uva in vino    | 70%              |

### Refosco
| uvaggio                        | Refosco dal peduncolo rosso 85% |
| titolo alcolometrico minimo    | 11,50% vol                      |
| acidità totale minima          | 5,00 g/l.                       |
| estratto secco minimo          | 21,00 g/l                       |
| resa massima di uva per ettaro | 140 q.                          |
| resa massima di uva in vino    | 70%                             |

### Raboso
| uvaggio                        | Raboso 85% |
| titolo alcolometrico minimo    | 11,50% vol |
| acidità totale minima          | 6,50 g/l.  |
| estratto secco minimo          | 21,00 g/l  |
| resa massima di uva per ettaro | 140 q.     |
| resa massima di uva in vino    | 70%        |

### Riesling
| uvaggio                        | Riesling renano e Riesling italico, 85% |
| titolo alcolometrico minimo    | 11,50% vol                              |
| acidità totale minima          | 5,00 g/l.                               |
| estratto secco minimo          | 14,00 g/l                               |
| resa massima di uva per ettaro | 130 q.                                  |
| resa massima di uva in vino    | 70%                                     |